# Liste der Baudenkmäler in Karnap
Die Liste der Baudenkmäler in Karnap enthält die denkmalgeschützten Bauwerke auf dem Gebiet von Essen-Karnap, Stadtbezirk V, in Nordrhein-Westfalen (Stand: Januar 2016). Diese Baudenkmäler sind in der Denkmalliste der Stadt Essen eingetragen; Grundlage für die Aufnahme ist das Denkmalschutzgesetz Nordrhein-Westfalen (DSchG NRW).

| Bild                               | Bezeichnung                        | Lage                                                                                        | Beschreibung                                   | Bauzeit   | Eingetragen seit   | Denkmal- nummer |
| ---------------------------------- | ---------------------------------- | ------------------------------------------------------------------------------------------- | ---------------------------------------------- | --------- | ------------------ | --------------- |
| zwei Wohnhäuser                    | zwei Wohnhäuser                    | Karnaper Markt 2/3 Karte                                                                    |                                                | um 1925   | 14. November 1991  | 726             |
| Wohnhaus                           | Wohnhaus                           | Karnaper Straße 98 Karte                                                                    |                                                | um 1925   | 13. September 1990 | 626             |
| Wohn- und Geschäftshaus (Apotheke) | Wohn- und Geschäftshaus (Apotheke) | Karnaper Straße 101 Karte                                                                   |                                                | um 1905   | 14. November 1991  | 727             |
| Siedlung Mathias-Stinnes           | Siedlung Mathias-Stinnes           | Siedlung Mathias-Stinnes / Boshamerweg / Spakenbroich / Bertramstraße / Hattramstraße Karte | Bergarbeitersiedlung der Zeche Mathias Stinnes | 1890–1910 | 28. April 2005     | 940             |